# Sineto
Sineto (em latim: Synetus) foi um oficial bizantino do século VII, ativo durante o reinado de Heráclio (r. 610–641). Como castrense do palácio sagrado, em 4 de outubro de 612, junto com Filareto, escoltou a bebê Eudóxia Epifânia após sua coroação como augusta no Grande Palácio de Constantinopla.